# Agrias hermosa
Agrias hermosa är en fjärilsart som beskrevs av Peter William Michael 1930. Agrias hermosa ingår i släktet Agrias och familjen praktfjärilar. Inga underarter finns listade i Catalogue of Life.